# Lixophaga latigena
Lixophaga latigena är en tvåvingeart som beskrevs av Hiroshi Shima 1979. Lixophaga latigena ingår i släktet Lixophaga och familjen parasitflugor. Inga underarter finns listade i Catalogue of Life.